# Mariem Mint Mohamed Fadel Ould Dah
Mariem Mint Mohamed Fadel Ould Dah, née en 1980 à Atar (Mauritanie), est chirurgien-dentiste, commandante dans l’armée mauritanienne et épouse de Mohamed Ould Ghazouani, président de la République islamique de Mauritanie depuis le 1er août 2019,.

## Biographie

### Jeunesse et formation
Née en 1980 à Atar dans le centre de la Mauritanie, Mariem Mint Mohamed Fadel Ould Dah grandit dans une grande famille soufie. Dans sa jeunesse, elle habite dans différents pays du Moyen-Orient, suivant les affectations que reçoit son père, notamment au Maroc, en Irak, et en Syrie. Son père, Mohamed Fadel Ould Dah, est un ancien militant du Mouvement National Démocratique (MND), un parti de gauche mauritanien, très respecté dans tous les milieux politiques. Il fut ministre de l’Énergie et de l’Hydraulique de Mauritanie et ambassadeur dans de nombreux pays arabes.
Elle fait ses études à Damas, en Syrie, où elle s’inscrit en 1999, à la faculté de médecine dentaire, dont elle sort diplômée en 2004,.

### Carrière et vie de famille
À sa sortie d'études, elle devient médecin militaire de l’armée mauritanienne où elle exerce en tant que chirurgien-dentiste. Polyglotte, elle parle couramment l’arabe, le français et l’anglais. C’est à l’armée qu’elle rencontre Mohamed Ould Ghazouani, commandant du bataillon blindé,. 
Ils se marient et ont trois fils, de 8, 14 et 17 ans (en 2022). Après avoir ouvert son propre cabinet de dentiste à Nouakchott, elle rejoint l’Office national de la médecine du travail,.

## Engagements
En tant que Première dame de la République islamique de Mauritanie, Mariem Mint Mohamed Fadel Ould Dah continue à exercer la médecine, mais dans un objectif social. Elle reçoit ainsi plusieurs fois par an des familles qui n'ont pas les moyens pour des consultations gratuites. Elle participe aussi à l’organisation d’événements et fait venir des partenaires étrangers,. 

### Engagement pour le droit des femmes
Mariem Mint Mohamed Fadel Ould Dah est aussi active sur le terrain des droits des femmes avec comme principaux combats la lutte contre le mariage précoce et l’accès des filles à l’éducation. Le 4 février 2022, elle supervise le lancement des activités pour la lutte contre le cancer en Mauritanie. Elle préside le 8 mars 2022, la cérémonie de la Journée internationale de la femme à Nouakchott, avec pour thème « L’autonomisation des femmes »,.
Durant la conférence des femmes arabes organisée à Beyrouth, sur le thème « Femmes arabes et défis culturels », elle appelle à une meilleure représentation des femmes à des postes décisionnels, considérant que « cette représentation est encore en deçà du niveau requis »,,.
Elle s’attaque aux différents tabous que peuvent subir une partie des femmes arabes : « La question de la violence domestique et du mariage précoce ne doit pas rester un sujet tabou, il est impératif de l’affronter et de le traiter avec courage. Il ne fait aucun doute que l’accès des filles au crédit financier et à l’entrepreneuriat est également une priorité, en particulier en cette période de crise économique et de chômage croissant »,.
Elle participe également aux discussions relatives au projet SWEDD pour l’autonomisation des femmes au Sahel, qui a vocation à améliorer l’accès aux produits et services de santé reproductive, maternelle, prénatale et infantile,. 

### Engagement pour le handicap
En 2008 naît son second enfant, Fadel. Mariem Dah entame un parcours du combattant afin qu’un diagnostic précis soit posé sur la maladie de son fils. Elle met tout en œuvre afin de connaître avec précision ce qui touche Fadel. Elle multiplie les allers-retours entre Nouakchott et l’hôpital Necker-Enfants malades de Paris, mais aucun diagnostic n’est établi,,. 
Elle obtient ensuite un poste à l’ambassade de Mauritanie à Washington où elle multiplie les rencontres avec des spécialistes, qui diagnostiquent finalement une maladie génétique très rare, liée à l’autisme. Son parcours l’amène à rencontrer d’autres femmes dans la même situation. Constant le déficit de la Mauritanie dans l’accompagnement des enfants en situation de handicap, elle prend les choses en main et crée l’association des enfants autistes de Mauritanie. 
En 2018, elle pose la première pierre du « Centre Zayed », ouvert grâce à des financements émiratis, auquel elle a fait don de sa maison. Il est dédié à l’accompagnement des enfants autistes. Le centre accueille 127 enfants, de 4 à 14 ans, répartis en 6 classes. Il compte une aire de jeux, une piscine et une salle de rééducation. Le Centre Zayed permet la réalisation de plus de 350 diagnostics gratuits chaque année. Une équipe d’une quinzaine d’enseignants, de psychologues et d’éducateurs spécialisés encadrent le Centre Zayed. 
Le Centre Zayed projette d’accueillir, en plus des enfants autistes, des enfants trisomiques et aveugles. 
Le 18 mai 2021, en marge du Sommet sur le financement des économies africaines, elle s’entretient avec Brigitte Macron, elle-même très impliquée sur les questions liées au handicap. Des initiatives communes futures sont envisagées.